# Koldo Izagirre
Pour les articles homonymes, voir Izagirre.

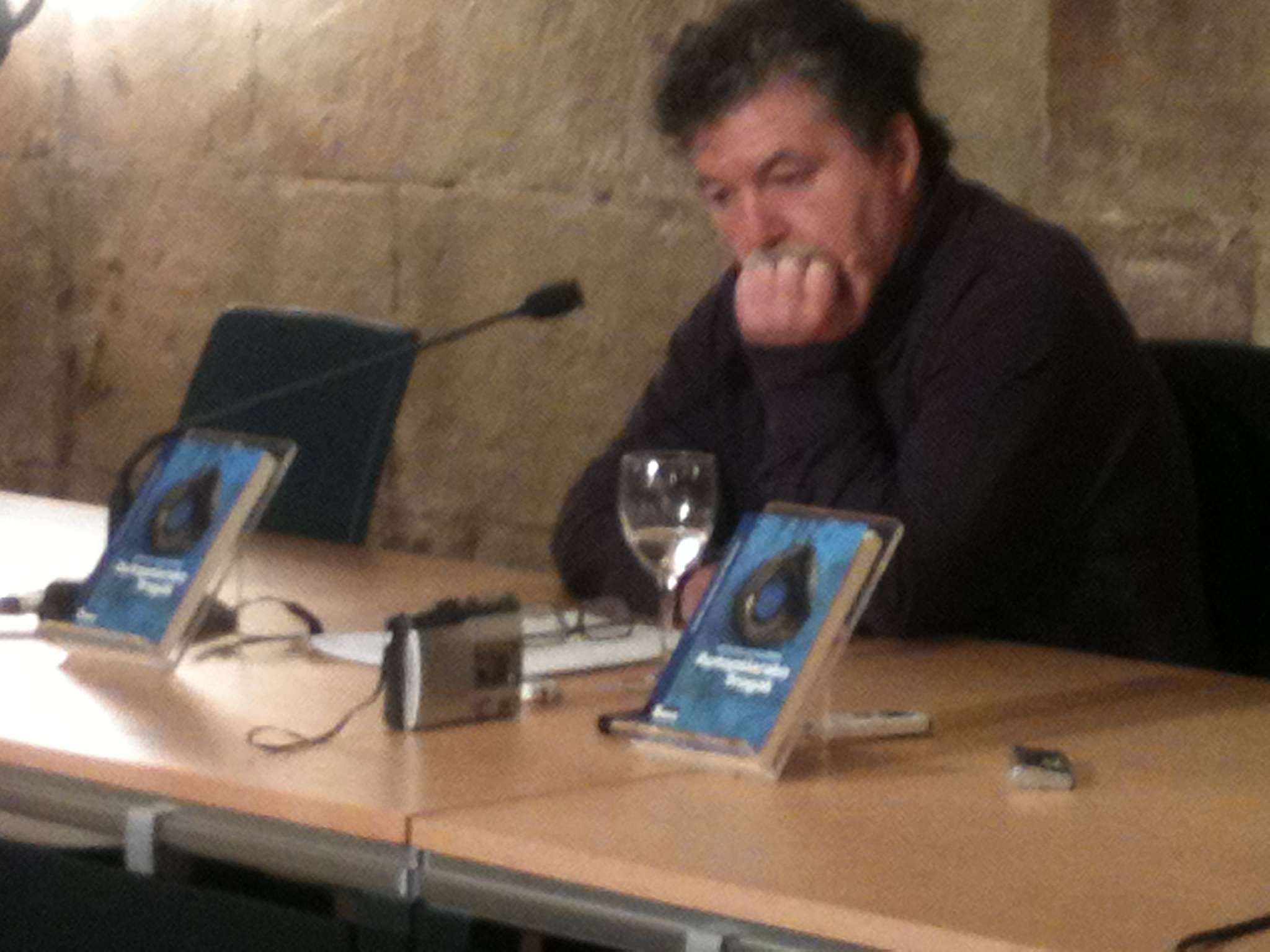
Koldo Izagirre Urreaga

Koldo Izagirre Urreaga, né le 21 juin 1953 à Pasaia, est un traducteur, poète et écrivain basque espagnol de langue basque.

## Biographie
Dès sa jeunesse, Koldo Izagirre s'intéresse à la littérature et participe à différents mouvements culturels durant les dernières années du franquisme.
Très prolifique, Koldo Izagirre est l'un des écrivains des plus innovants et reconnus au Pays basque. Il investit plusieurs genres littéraires dont la poésie, le roman, les courts récits, la linguistique et l'essai. Il est le traducteur de plusieurs classiques et traduit les œuvres de la littérature mondiale. 
En plus de la littérature pour adultes, Koldo Izagirre écrit plusieurs livres pour enfants et pour la jeunesse. Il a aussi publié de nombreux articles dans la presse, pour la télévision et le cinéma, et a également travaillé en tant que directeur et scénariste au cinéma.
Il crée, avec Bernardo Atxaga, le magazine Ustela au parcours bref mais à l'importance non négligeable dans l'histoire de la littérature basque des dernières décennies ; il est également à l'origine de Oh! Euzkadi!, avec Ramon Saizarbitoria.